# Водич кроз љубавну историју Београда
Водич кроз љубавну историју Београда је дело које је написао Ненад Новак Стефановић 2017. године. То је својеврстан водич кроз архитектуру и љубавне приче житеља Београда.

## О делу
Дело је настало 2017. године. Представља збирку љубвних прича познатих становника Београда. Карактеристично је написана. Посвећена је једној кући у Београду и једној љубавној причи. То је на неки начин спој прича о архитектури и љубави становника те куће. Куће и данас постоје и можете проћи у шетњи поред њих. Зато је ово дело посебно интересантно и са становишта историје и културе самог града Београда.
Сваки учесник приче има своје место у историји Србије.

### Познате личности у књизи
У књизи се срећемо са познатим личностима које су обележиле 19. и 20. век.
- Милош Обреновић
- Лаза Лазаревић
- Краљ Милан
- Краљица Наталија
- Иво Андрић
- Милутин Миланковић
- Бранко Ћопић
- Риста Вукановић
- Бета Вукановић
- Јелена Димитријевић
- Васко Попа

### Позната здања Београда
- Конак књегиње Љубице
- Скупштина града Београда
- Коларчева задужбина
- Кућа Лазе Лазаревића
- Кућа Бете и Ристе Вукановић